# Internet Movie Database
Internet Movie Database (съкратено IMDb, в превод от английски: Интернет база от данни за филми) е онлайн база от данни с информация за актьори, филми, телевизионни предавания, телевизионни звезди, видеоигри и технически персонал (кинаджии).
Стартиран е на 17 октомври 1990 г. Става собственост на Amazon.com през 1998 г.
IMDB е най-големият в света уебсайт с информация за филми, като освен за филми, в него има информация също и за актьори, филмографията на актьорите, най-популярните филми, календар на премиерите по години.
Уебсайтът предлага и своя платена версия, наречена IMDB PRO, с която срещу заплащане по 15 щатски долара на месец потребителят може да получи достъп до още по-подробна информация за над 12 000 филма, които са в ранен етап на създаване и за които няма информация никъде другаде.

## История

### Преди уебсайта
IMDb започва като пост в Usenet със заглавие „Тези очи“. Постът е публикуван от британския филмов фен и програмист Килн Нийдам и е посветен на актриси с красиви очи. Други потребители с подобни интереси скоро отговарят със свои класации. Впоследствие Нийдам започва „Актьорска класация“, докато Дейвид Найт започва „Режисьорска класация“, а Анди Крейг поема контрола над „Класацията“, който по-късно е прекръстен на „Класация на актриси“. Всички класации включват само живи и активни личности, но скоро са добавени и пенсионирани. Нийдъм започва първоначално наречената (но по-късно премахната) отделна „Класация на мъртвите актьори/актриси“. Стив Хамонд започва да събира и да съединява имената на персонажи от класацията с актьори и актриси, а след като постигат популярност, те са вградени в оригиналните класации. Към този момент целта на участниците е да направят класациите колкото се може по-големи.
Към края на 1990-те класациите включват около 10 000 филма и тв сериала, заедно с актьорите и актрисите, участващи в тях. На 17 октомври 1990 г. Нийдъм разработва и публикува колекция от Unix файлове, позволяващи търсене и в четирите класации, и дава началото на IMDb.

### В мрежата
Базата данни е разширена и към нея са добавени допълнителни категории, както и интересни факти, биографии и обобщения на сюжета. Оценките на филмите са интегрирани в класациите, а централизиран имейл интерфейс за отправяне на запитвания е създаден от Алън Джей. През 1993 г. IMDb е преместен в новосъздадената световна мрежа под името Кардифска интернет филмова база данни. Базата данни се съхранява на сървърите на отдела по компютърни науки към Кардифския университет в Уелс. Роб Хартил е създателят на първоначалния уеб интерфейс. През 1994 г, имейл интерфейсът вече може да получава предложения от потребители.

### Като независима компания
През 1996, IMDB е регистриран в Обединеното Кралство като Internet Movie Database Ltd. Кол Нийдъм се превръща в едноличен собственик. Приходите на сайта са генерирани чрез реклама, лицензиране и партньорства.

### Като подразделение на Amazon (от 1998 г.)
През 1998 г. Джеф Безос, основател, собственик и главен изпълнителен директор на Amazon, сключва сделка с Нийдъм и другите акционери в IMDb. Безос придобива компанията за 55 милиона щатски долара и я обединява с Amazon като дъщерно, частно дружество. Това дава на IMDb способността да плаща на акционерите си за работата им, докато Amazon използва сайта за рекламиране на дискове и видеозаписи.
IMDb продължава да разширява функционалността си. На 15 януари 2002 г. е добавена услуга, позната като IMDb Pro, предназначена за професионалисти. IMDbPro е обявена и пусната в употреба на кинофестивала Сънданс през 2002 г.
Като допълнителен стимул за потребителите, към 2003 г. тези определени като „топ 100 сътрудници“ получават едногодишен достъп до IMDbPro: през 2006 привилегията е разширена до първите 150 сътрудници, а през 2010 – до първите 250. През 2008 IMDb стартира първата си чуждестранна версия с немския IMDb.de. Също през 2008 IMDb придобива две други компании, Withoutabox и Box Office Mojo.

## Статистика
По данни от декември 2019 г. в базата данни на IMDb се съхраняват 6 534 894 статии за филми и телевизионни сериали, в това число:
| Тип                  | Заглавия  |
| -------------------- | --------- |
| Пълнометражни филми  | 538 353   |
| Кратки филми         | 715 799   |
| ТВ сериали           | 175 942   |
| ТВ епизоди           | 4 501 503 |
| ТВ филми             | 120 384   |
| ТВ специални издания | 26 704    |
| ТВ минисериали       | 28 696    |
| ТВ кратки филми      | 11 715    |
| Видеа                | 249 525   |
| Видео игри           | 24 732    |

## Съдебни дела
През 2011 г., в делото Хоанг срещу Amazon Inc., срещу IMDb е заведен иск за над 1 000 000 щ.д. от анонимна актриса за разкриването на възрастта ѝ. Според актрисата разкриването на възрастта ѝ би могло да причини загубата на бъдещи роли. Окръжен съдия в Сиатъл отхвърля делото с аргументацията, че актрисата няма причина да подава анонимно оплакване. Впоследствие актрисата започва ново дело, разкривайки, че е Хуонг Хоанг от Тексас, използваща псевдонима Джуни Хоанг. През 2013 г. съдия Пекман отхвърля всички обвинения, освен тези за нарушение на сключено споразумение; журито заема страната на Amazon, а апелативният съд потвърждава решението на окръжния през март 2015 г.
През 2011 г. е заведен друг съдебен иск срещу Amazon. Този път той е от страна на United Video Properties Inc. и е за нарушаване на патент. Искът е конструиран по благоприятен начин за IMDb и компанията печели делото. Апелативният съд на САЩ потвърждава решението през април 2014 г.

## Любопитни факти
Статия под №1 в сайта е за актьора Фред Астер.
Според Alexa уебсайтът „imdb.com“ е класиран като 62-рият най-популярен уебсайт в интернет.